# Whitcomb (Washington)
Whitcomb (korábban Luzon) az Amerikai Egyesült Államok északnyugati részén, Washington állam Benton megyéjében elhelyezkedő önkormányzat nélküli település.
Whitcomb postahivatala 1910 és 1934 között működött. A település mai nevét 1934. október 31-én vette fel James A. Moore és G. Henry Whitcomb javaslatára.

## Fordítás
- Ez a szócikk részben vagy egészben  a   Whitcomb, Washington című angol Wikipédia-szócikk ezen változatának fordításán alapul.  Az eredeti cikk szerkesztőit annak laptörténete sorolja fel. Ez a jelzés csupán a megfogalmazás eredetét és a szerzői jogokat jelzi, nem szolgál a cikkben szereplő információk forrásmegjelöléseként.